# Joachim Wissler
Joachim Wissler (* 13. Januar 1963 in Nürtingen) ist ein deutscher Koch.

## Leben
Wissler stammt aus einer Familie, die nahe Ochsenwang auf der Schwäbischen Alb den Engelhof, ein landwirtschaftliches Anwesen betreibt, zu dem bis vor einigen Jahren auch ein Gasthof gehörte. Nach seiner Ausbildung von 1980 bis 1983 im Hotel Traube Tonbach in Baiersbronn war Joachim Wissler unter anderem im Weißen Rössle in Hinterzarten sowie in Brenners Parkhotel in Baden-Baden tätig.
1991 wurde er Küchenchef im Restaurant Marcobrunn im Erbacher Schloss Reinhartshausen, das 1995 einen Michelin-Stern und schon 1996 den zweiten Stern erhielt.
Seit 2000 ist er Küchenchef des Restaurant Vendôme im Grand Hotel Schloss Bensberg, das zur Kette des Hoteliers Thomas Althoff (Althoff Hotels) gehört. Unter seiner Leitung wurde es bereits 2001 mit einem Stern vom Guide Michelin bewertet; seit 2006 schließlich mit drei Sternen. 2022 wurde es mit zwei Sternen ausgezeichnet. Seit Herbst 2022 bietet Wissler auch ein vegetarisches Menü an.
Nach Ansicht des Gastronomiekritikers Jürgen Dollase ist Wissler einer der bedeutenden Repräsentanten „der modernen Kochkunst zwischen klassischen Techniken und Avantgarde“.
Joachim Wissler ist verheiratet und hat einen erwachsenen Sohn (* 1999).

## Auszeichnungen
- 1994: Aufsteiger des Jahres (Der Feinschmecker)
- 2001: Restaurant des Jahres (Der Feinschmecker)
- 2003: Koch des Jahres (Gault-Millau)
- 2004: Koch des Jahres (Der Feinschmecker)[7]
- 2006: Drei Michelinsterne für das Restaurant Vendôme in Bergisch Gladbach
- 2008: Bester Koch Deutschlands[8]
- 2012: Koch der Köche[9]
- 2013: Platz 10 in der The World’s 50 Best Restaurants Liste
- 2019: Koch des Jahres, Rolling Pin-Awards[10]

## Veröffentlichung
- Thomas Ruhl und Joachim Wissler: Joachim Wisslers Sterneküche. Mit vielen Anregungen für zu Hause. Dumont Kalenderverlag 2002, Gebunden, ISBN 3832087486.